# Вергано-Вила (Леко)
Вергано-Вила је насеље у Италији у округу Леко, региону Ломбардија.
Према процени из 2011. у насељу је живело 1088 становника. Насеље се налази на надморској висини од 526 м.